# Диймен
Диемен (на нидерландски: Diemen) е кметство и град в Нидерландия с население около 24 000 души. Диемен се намира в провинция Северна Холандия на изток от Амстердам като част от разширения регион на столицата.
Градът е разделен на три части: Северен Диемен (Диемен Ноорд), където се намират много от старите сгради на града с население от средната класа, Диемен Център, съвременната част на града населявана най-вече от средната и работната класа и разделен от Ноорд с магистрала, и най-голямата от трите части Южен Диемен (Диемен Зауд), намиращ се на юг от центъра и често обединяван с Байлмер.
В Южен Диемен се намира голяма част от Висше училище ИНХоланд, един от университетите за приложни науки в региона на Амстердам, както и една от спирките на метрото в Амстердам.

## Кметство
Общинският съвет на Диемен се състои от 19 места, разделени както следва:
- PvdA – 5 места
- VVD – 4 места
- SP – 3 места
- Леефбаар Диемен – 2 места
- CDA – 2 места
- Зелена партия – 2 места
- Демократи за Диемен – 1 място
- D66 – 1 място

Пълният списък може да се намери на официалната изборна страница Архив на оригинала от 2007-11-01 в Wayback Machine. (само на нидерландски).

## Транспорт
Диемен има две жп гари: Диемен и Диемен Зауд. Най-близките големи гари са Даувендрехт и Веесп.